# Friedrich-Gerstäcker-Gesellschaft

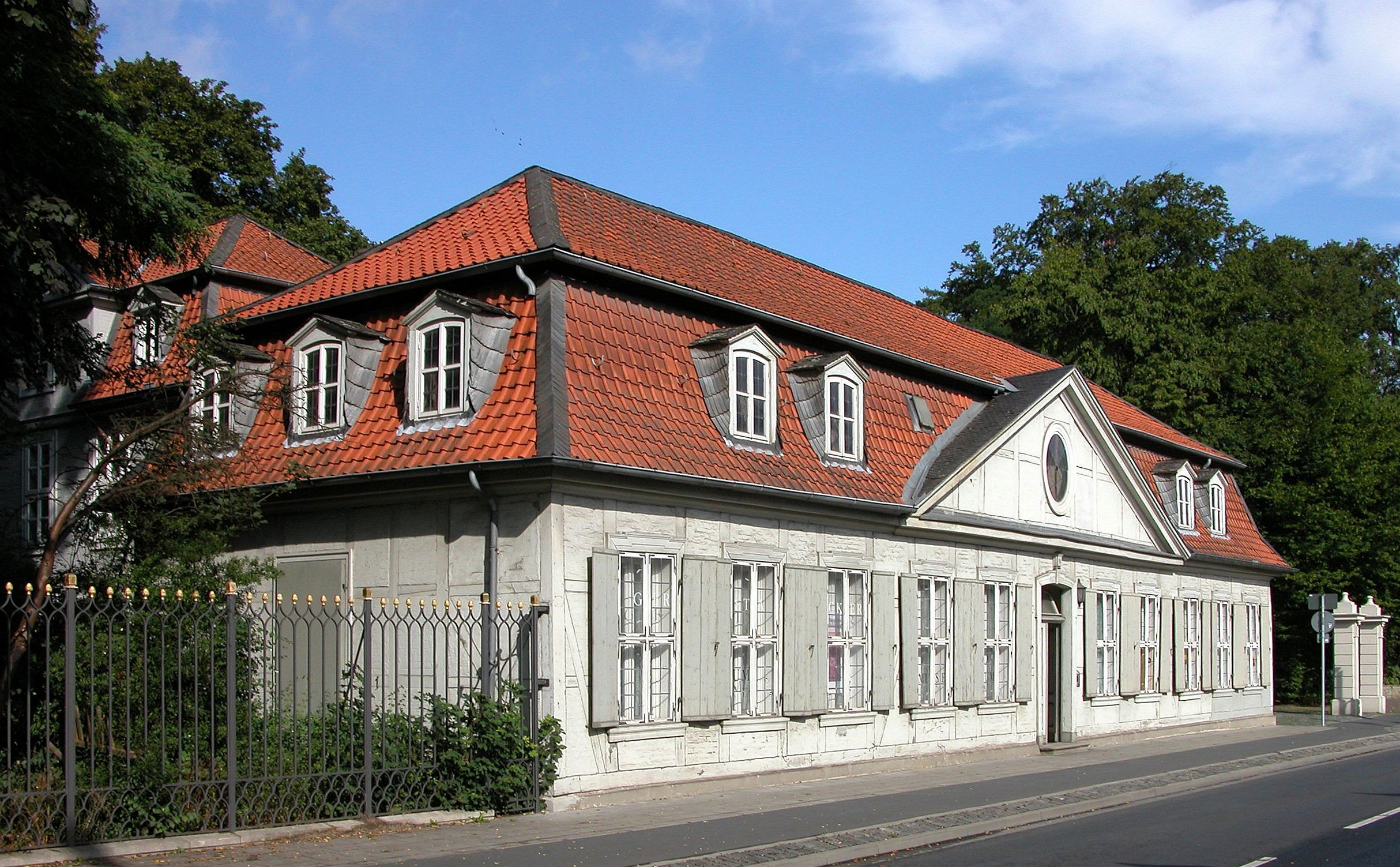
Das Gerstäcker-Museum

Die Friedrich-Gerstäcker-Gesellschaft e.V. ist eine literarische Gesellschaft, sie sich mit Leben und Werk von Friedrich Gerstäcker beschäftigt.
Nach der Erstellung einer Gerstäcker-Biographie 1976 unter dem Titel Friedrich Gerstäcker – Leben und Werk sammelte sich in Braunschweig ein Kreis von Gerstäcker-Begeisterten um Thomas Ostwald, den Autor der Broschüre. Aus diesem Kreis entstand 1979 in die Friedrich-Gerstäcker-Gesellschaft e.V., die ab 1982 das Gerstäcker-Museum betrieb.
Wechselnde Ausstellungen rund um das abenteuerliche Leben des Vielgereisten erinnerten an ihn, seit 2006 bestand eine Sammlung von „Feuerwaffen des Wilden Westens“, die Originale und Repliken aus dem Zeitraum von 1776 bis 1900 umfasste. Dazu kamen Publikationen der zu den Ausstellungen passenden Mitteilungshefte, über die Beiträge zur Friedrich-Gerstäcker-Forschung, über Nachdrucke der ersten Buchausgaben und Neupublikationen ungekürzter Ausgaben, wie beispielsweise den Roman „Im Eckfenster“, der nachweislich in Braunschweig spielt, sowie nach der von Gerstäcker noch selbst eingerichteten Werkausgabe „Die Regulatoren in Arkansas“ und „Die Flußpiraten des Mississippi“ sowie erstmals in ungekürzter Form sein Amerikatagebuch unter dem Titel „Tagebuch einer Amerikareise“.
Das Museum wurde im Oktober 2016 dauerhaft geschlossen.